# Indophantes halonatus
Indophantes halonatus är en spindelart som först beskrevs av Li och Zhu 1995.  Indophantes halonatus ingår i släktet Indophantes och familjen täckvävarspindlar. Inga underarter finns listade i Catalogue of Life.